# 維索卡格列布利亞
48°23′47″N 28°41′54″E / 48.39639°N 28.69833°E
維索卡格列布利亞（烏克蘭語：Висока Гребля）是烏克蘭的村落，位於該國西南部文尼察州，由圖利欽區負責管轄，始建於1800年，面積1.77平方公里，海拔高度222米，2001年人口559，人口密度每平方公里316.53人。